# Lon Nol
Lon Nol (khmerül: លន់ នល់) (Prejveng, 1913. november 13. – Fullerton, 1985. november 17.) kambodzsai politikus és katonai vezető volt. Két periódusban (1966–1967, 1969–1971) miniszterelnökként irányította az országot, és több ciklusban volt védelmi miniszter. 1970-ben katonai puccsal megdöntötte Norodom Szihanuk király hatalmát, és az újonnan megalapított Khmer Köztársaság államfőjének kiáltotta ki magát. 1975-ben, miután hadserege vereséget szenvedett a vörös khmer felkelőktől, az Amerikai Egyesült Államokba emigrált.

## Ifjúsága
Lon Nol 1913. november 13-án született Prejveng tartományban. Felmenői között kínaiak és khmerek egyaránt voltak. Apja, Lon Hin a Khmer Krom törzsből származott, Sziemreap és Kampong Thom kerületi vezetője volt, miután hírnevet szerzett magának Prejveng rablóktól történő megtisztításával. Lon Nol anyai nagyapja kínai bevándorló volt, aki később Prejveng kormányzója lett. Lon Nol tanulmányait Saigonban, a Chasseloup-Laubat líceumban végezte, majd a kambodzsai katonai akadémia hallgatója lett.

## Pályafutása kezdete
1937-ben a francia gyarmati hatóságok alkalmazták. Elöljáró lett, aki az 1939-es franciaellenes zavargások hatékony megfékezésével hamar bizonyította rátermettségét. 1946-ra Kratyeh tartomány kormányzói pozíciójáig küzdötte fel magát. Norodom Szihanuk király munkatársa lett, és az 1940-es évek végére, amikor megalapította jobboldali, monarchista, függetlenség párti politikai csoportosulását, a kambodzsai politikai élet fontos szereplőjévé vált. 1952-ben csatlakozott a hadsereghez, és katonai akciókat hajtott végre a gyarmatosítók ellen harcoló vietnámi Việt Minh ellen. A kambodzsai függetlenség kikiáltása után Nol nacionalista Khmer Újjászületés pártja, valamint több kisebb jobboldali szervezet lett a király által az 1955-ös választásra létrehozott Sangkum nevű párt alapja.

## Szihanuk szolgálatában
Nolt 1955-ben vezérkari főnökké, 1960-ban pedig a hadsereg főparancsnokává nevezték ki. Ezek mellett betöltötte a védelmi miniszteri posztot is. Ebben az időben Szihanuk kormányfő megbízható támogatója volt, az általa felügyelt rendőrség keményen fellépett a kis kommunista csoportosulások ellen. 1963-ban miniszterelnök-helyettes lett. Ebben az időben Szihanuk megpróbálta Kambodzsát kivonni az indokínai háborúból, ezért semlegességet hirdetett. A gyakorlatban azonban együttműködött Kínával, valamint tolerálta a keleti határnál tevékenykedő vietnámi kommunista csapatok mozgását kambodzsai területeken. Lon Nol Szihanukkal szemben Amerika-barát maradt. 1963-ban az amerikaiak, válaszul Szihanuk politikájára, megszüntették Kambodzsa segélyezését, ami súlyos csapás volt a Lon Nol vezette fegyveres szervezetekre.
Az 1966-os választások eredményeként megerősödött a Sangkumon belüli jobboldal, aminek következtében Lon Nolt választották meg miniszterelnöknek. Az erőszakszervezetek a következő évben durván leverték a baloldali indíttatású, úgynevezett Szamlaut felkelést Battambang tartományban.
1967 végén Lon Nol megsérült egy autóbalesetben, és ideiglenesen visszavonult. 1968-ban védelmi miniszterként tért vissza, majd 1969-ben ismét miniszterelnök lett. Ekkor már szembefordult Szihanuk politikájával, és helyettesének az Amerika-ellenes Sziszovat Szirik Matak herceget nevezte ki.

## Lon Nol puccsa
1970 márciusában Szihanuk külföldön tartózkodott, amikor Vietnám-ellenes zavargások törtek ki Phnompenben. Március 12-én Lon Nol és Szirik Matak lezáratta Sihanoukville kikötőjét, amelyen keresztül fegyverszállítmányok érkeztek az észak-vietnámi kommunistáknak, valamint felszólította a kambodzsai földön tevékenykedő vietnámi csapatokat, hogy 72 órán belül térjenek vissza a határ másik oldalára, ellenkező esetben megtámadják őket.
Kezdetben Lon Nol nem akarta megfosztani hatalmától Szihanukot, de Szirik Matak lejátszotta neki egy párizsi sajtótájékoztató felvételét, amelyen a király őket vádolta a nyugtalanságért, és azzal fenyegetőzött, hogy kivégezteti mindkettőjüket, ha hazatér. Lon Nol ennek ellenére bizonytalan maradt, és nem tudta eldönteni, kezdeményezzen-e szavazást a parlamentben a kérdésről. Március 17-ének éjszakáján Szirik Matak három katonatiszttel felkereste a miniszterelnököt, és rákényszerítette a szükséges okmányok kitöltésére.
Másnap a parlament megfosztotta hatalmától Norodom Szihanukot, és a veszélyhelyzetre tekintettel Lon Nol tábornok lett az állam feje. Március 28-29-én nagyszabású, Szihanuk-párti tüntetések törtek ki több városban, de a fegyveres erők leverték azokat. Az összecsapásokban több százan meghaltak. A Khmer Köztársaságot októberben kiáltották ki, a királyt pedig távollétében halálra ítélték. 1970 áprilisában amerikai és dél-vietnámi csapatok léptek kambodzsai területre, hogy visszakergessék az észak-vietnámi katonákat a határ mögé.
Szihanuk később azt állította, hogy a puccs mögött régi ellensége, Sơn Ngọc Thành és Szirik Matak szövetsége állt. A hatalomátvételt szerinte a CIA tervezte és támogatta. Ez utóbbiról nem kerültek elő bizonyítékok. A rendelkezésre álló információk szerint Lon Nol nem tervezte az uralkodó elmozdítását, csak saját pozícióját akarta megerősíteni az észak-vietnámiakkal szemben, amikor ultimátumot intézett hozzájuk. A felgyorsult események irányítása azonban kicsúszott a kezei közül.

## Khmer Köztársaság
A mindössze öt éven át fennálló Khmer Köztársaság megteremtőinek fő célja az volt, hogy megtisztítsák Kambodzsát a nagyarányú korrupciótól, és visszaszerezzék az állam szuverenitását a keleti területek felett, amelyet a vietnámi kommunista felkelők uraltak Szihanuk semlegességi politikájának eredőjeként. A köztársaság mindkét területen rosszul teljesített.
Miután Lon Nol egészsége egy 1971 februári agyvérzés miatt megroppant, kormányzása rendszertelen és autokratikus lett: áprilisban kinevezte magát tábornagynak, holott ez a poszt Kambodzsában nem létezett, majd októberben felfüggesztette a törvényhozás működését. Öccse, az ambiciózus Lon Non tábornok támogatásával sikerült csökkentenie Szirik Matak, valamint a puccs többi vezetőjének befolyását.
Lon Nol úgy döntött, hogy személyesen irányítja az általa kiválasztott hadműveleteket. Az amerikai segélyek ellenére Lon Nol hadserege 1975-re elvesztette ellenőrzését csaknem az egész ország felett. Phnompen eleste előtt nem sokkal, április 1-jén lemondott, és elhagyta az országot. Először Indonéziába utazott, majd az Egyesült Államokban telepedett le, először Hawaiion, majd 1979-ben Fullertonban. Ott második feleségével, valamint kilenc gyereke közül többel élt együtt 1985. november 17-én, a St. Jude Medical Centerben – szívproblémák miatt – bekövetkezett haláláig.

## Politikai elképzelései
Annak ellenére, hogy elmozdította hatalmából Norodom Szihanukot, Lon Nol mélyen hitt a hagyományos kambodzsai társadalmi hierarchiában. Jellemző, hogy az uralkodó eltávolítása után az anyakirálynő lábai elé rogyott, hogy így kérjen bocsánatot. Saját ideológiáját, amely soviniszta nacionalizmus és miszticizmus keveréke volt, neokhmerizmusnak nevezte. Távlati célja az volt, hogy egyesítse a több ország határain belül élő khmer népet.

## Fordítás
- Ez a szócikk részben vagy egészben  a   Lon Nol című angol Wikipédia-szócikk ezen változatának fordításán alapul.  Az eredeti cikk szerkesztőit annak laptörténete sorolja fel. Ez a jelzés csupán a megfogalmazás eredetét és a szerzői jogokat jelzi, nem szolgál a cikkben szereplő információk forrásmegjelöléseként.